# Kerkhof Nijenstede

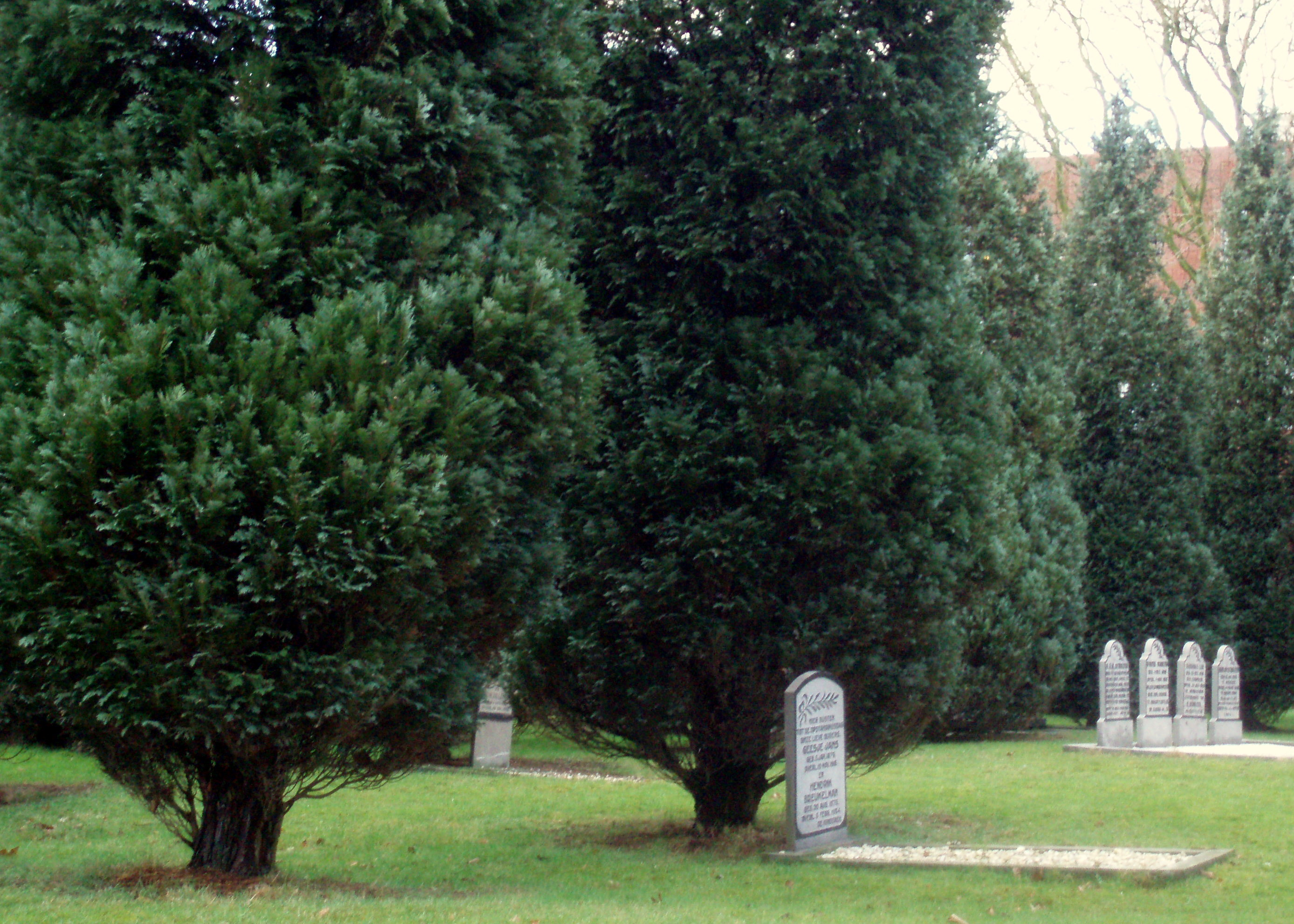
Kerkhof Nijenstede

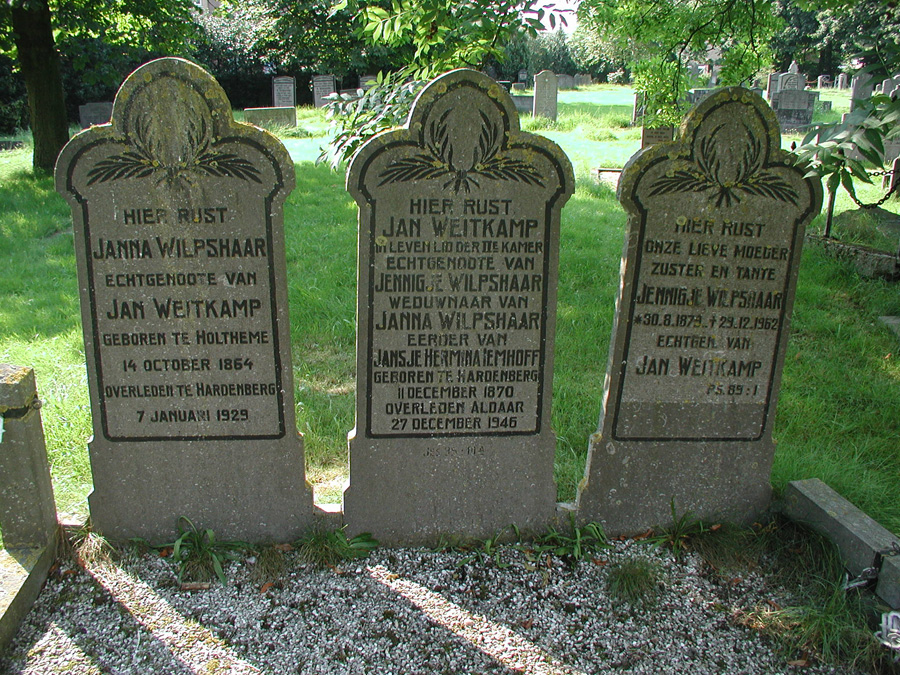
Graf van Jan Weitkamp op Kerkhof Nijenstede

Kerkhof Nijenstede is een begraafplaats in Hardenberg in de Nederlandse provincie Overijssel.

## Geschiedenis
Het kerkhof behoort tot de oudste begraafplaatsen van Nederland. Oorspronkelijk was dit het kerkhof van de kerk van de stad Nijenstede, maar nadat de bisschop van Utrecht, Jan van Arkel, de stadsrechten overdroeg aan Hardenberg, verhuisde het grootste deel van de bevolking. Ze bleven echter de overledenen op dit kerkhof begraven en deze draagt nog steeds de naam Nijenstede, al wordt deze in de volksmond ook wel 'de oude begraafplaats' genoemd.
Het kerkje heeft nog lange tijd op het kerkhof gestaan, maar in 1653 werd deze afgebroken. Volgens schrijvers uit die tijd was deze kerk toen van 'wonderlijke oudheid'.
Het kerkhof ligt nu tegen het winkelcentrum van Hardenberg aan. De uit Hardenberg afkomstige politicus Jan Weitkamp werd eind 1946 begraven op het kerkhof. De begraafplaats is in 2002 aangewezen als gemeentelijk monument.

## Plannen
Er zijn plannen om de begraafplaats als verstild park te laten functioneren. Hiervoor zou de begraafplaats meer bij het centrum van de stad worden betrokken door middel van onder andere een omheining met glas. Ook zijn er plannen om het baarhuisje, dat er tot 1982 heeft gestaan, weer te herbouwen.